# Morcín
Morcín är en kommun i Spanien. Den ligger i den autonoma regionen Asturien i norra delen av landet, 400 km nordväst om huvudstaden Madrid. Antalet invånare är 2 537 (2024). Arean är 50,05 kvadratkilometer. Morcín gränsar till La Ribera, Mieres, Riosa, Quirós och Santo Adriano. 